# Camden (Nueva Gales del Sur)
Camden es un suburbio de Sídney (Australia) situado en el suroeste de Sídney a 65km del Centro de Sídney en la Comuna de Camden. Camden está al lado de Campbelltown al norte y Cobbitty al noroeste. Es un suburbio de 3.068 habitantes.
- Datos: Q1028408
- Multimedia: Camden, New South Wales / Q1028408

1. ↑  Worldpostalcodes.org, código postal n.º 2570.